# اقتصاد استان خراسان رضوی
اقتصاد استان خراسان رضوی به مجموعه فعالیت‌های تولیدی، توزیعی، و مصرفی در محدوده جغرافیایی استان خراسان رضوی در شمال شرق ایران می‌پردازد. این استان به‌دلیل موقعیت جغرافیایی، وجود حرم امام رضا (ع) در مشهد، مرزهای مشترک با ترکمنستان و افغانستان، و تنوع اقلیمی، دارای ویژگی‌های اقتصادی منحصربه‌فردی است. اقتصاد استان خراسان رضوی ترکیبی از بخش‌های کشاورزی، صنعت، و خدمات است که نقش بخش خدمات، به‌ویژه در زمینه گردشگری، در آن برجسته است.

## ساختار کلی اقتصاد
ساختار اقتصاد استان خراسان رضوی متأثر از موقعیت قطب زیارتی و سیاحتی مشهد است، به طوری که بخش خدمات سهم قابل توجهی در تولید ناخالص داخلی استان دارد. با این حال، بخش‌های کشاورزی و صنعت نیز از اهمیت بالایی برخوردارند و نقش مهمی در اشتغال و تولید استان ایفا می‌کنند. این استان به عنوان یکی از استان‌های پهناور و پرجمعیت ایران، ظرفیت‌های متنوعی در بخش‌های مختلف اقتصادی دارد.

## بخش‌های اصلی اقتصاد

### کشاورزی
بخش کشاورزی یکی از پایه‌های اقتصاد استان خراسان رضوی محسوب می‌شود. تنوع اقلیمی در مناطق مختلف استان امکان کشت محصولات متنوعی را فراهم آورده است. ازجمله مهم‌ترین محصولات کشاورزی استان می‌توان به گندم، جو، زعفران، پسته، محصولات باغی (مانند انگور و انار)، و محصولات گلخانه‌ای اشاره کرد. استان خراسان رضوی به‌ویژه در تولید زعفران و پسته در سطح کشور جایگاه ویژه‌ای دارد. دامپروری نیز در این استان رواج دارد و شامل پرورش انواع دام سبک و سنگین و تولید فرآورده‌های دامی است.

### صنعت
بخش صنعت در استان خراسان رضوی شامل طیف متنوعی از فعالیت‌ها است. شهر مشهد و شهرستان‌های بزرگ استان دارای شهرک‌ها و نواحی صنعتی متعددی هستند. از مهم‌ترین صنایع استان می‌توان به صنایع ماشین‌سازی، مواد غذایی، نساجی، پوشاک، چرم، مصالح ساختمانی، و صنایع مرتبط با خودرو اشاره کرد. صنعت فرش نیز در این استان، به‌ویژه در شهرهایی مانند کاشمر و نیشابور، دارای اهمیت تاریخی و اقتصادی است.

### خدمات
بخش خدمات بزرگ‌ترین سهم را در اقتصاد استان خراسان رضوی دارد که این امر عمدتاً به‌دلیل جایگاه مشهد به عنوان یک قطب بزرگ گردشگری مذهبی است. فعالیت‌های اقتصادی مرتبط با زیارت و گردشگری شامل هتلداری، رستورانداری، حمل و نقل، بازرگانی و خرده‌فروشی، خدمات درمانی و آموزشی، و سایر خدمات پشتیبان، نقش بسیار مهمی در اشتغال و درآمدزایی استان ایفا می‌کنند. علاوه بر گردشگری مذهبی، گردشگری تفریحی و تجاری نیز در این استان، به‌ویژه در مشهد و مناطق خوش آب و هوای اطراف آن، رونق دارد.

## گردشگری
گردشگری مذهبی، با محوریت حرم علی بن موسی الرضا در مشهد، موتور محرکه اصلی بخش خدمات و یکی از مهم‌ترین ارکان اقتصاد استان خراسان رضوی است. هر ساله میلیون‌ها زائر و گردشگر از داخل و خارج از کشور به مشهد سفر می‌کنند که این حجم از تردد، تقاضای بالایی برای خدمات اقامتی، پذیرایی، حمل‌ونقل، و خرید ایجاد می‌کند. توسعه زیرساخت‌های گردشگری، افزایش کیفیت خدمات و تنوع‌بخشی به جاذبه‌های گردشگری از اولویت‌های اقتصادی استان در این بخش است.

## تجارت و بازرگانی
استان خراسان رضوی به‌دلیل داشتن مرزهای مشترک طولانی با کشورهای ترکمنستان و افغانستان، دارای اهمیت ویژه‌ای در زمینه تجارت مرزی و بازرگانی خارجی است. پایانه‌های مرزی استان نقش مهمی در صادرات کالا به کشورهای همسایه و همچنین واردات ایفا می‌کنند. محصولات کشاورزی، صنعتی، و معدنی استان ازجمله اقلام عمده صادراتی هستند. توسعه زیرساخت‌های مرزی و تسهیل رویه‌های تجاری از عوامل مؤثر در رشد این بخش از اقتصاد استان است.

## آمارهای کلیدی
بر اساس آمارهای رسمی مرکز آمار ایران، استان خراسان رضوی سهم مشخصی در تولید ناخالص داخلی کشور دارد که این سهم تحت تأثیر عملکرد بخش‌های مختلف اقتصادی استان در سال‌های گوناگون تغییر می‌کند. [نیاز به منبع برای آمار دقیق سهم در GDP و روند آن] نرخ بیکاری و نرخ تورم استانی نیز ازجمله شاخص‌های کلیدی هستند که وضعیت بازار کار و ثبات اقتصادی در استان را نشان می‌دهند و به صورت فصلی و سالانه توسط مرکز آمار ایران منتشر می‌شوند. [نیاز به منبع برای آمار دقیق نرخ بیکاری و تورم استانی]

## چالش‌ها و فرصت‌ها
اقتصاد استان خراسان رضوی با چالش‌هایی نظیر کمبود آب (به‌ویژه در بخش کشاورزی)، نیاز به نوسازی و توسعه زیرساخت‌های صنعتی، تأثیرپذیری از تحریم‌های اقتصادی، و نیاز به بهبود فضای کسب‌وکار مواجه است. [نیاز به منبع برای چالش‌ها] با این حال، فرصت‌های قابل توجهی نیز در این استان وجود دارد که ازجمله آن‌ها می‌توان به پتانسیل بالای گردشگری (به‌ویژه گردشگری سلامت و بوم‌گردی)، ظرفیت‌های تجارت مرزی با کشورهای همسایه، توانمندی در تولید محصولات استراتژیک کشاورزی (مانند زعفران و پسته)، و وجود نیروی انسانی متخصص اشاره کرد. [نیاز به منبع برای فرصت‌ها] برنامه‌ریزی مناسب و سرمایه‌گذاری در این حوزه‌ها می‌تواند به رشد و توسعه پایدار اقتصادی استان کمک کند.